# Ivar Heikel
Ivar August Heikel, född 16 januari 1861 i Nykarleby, död 8 oktober 1952 i Helsingfors, var en finländsk filolog och lärdomshistoriker. Han var kusin till Viktor, Felix och Axel Heikel samt morfar till Erik Allardt.

## Biografi
Ivar Heikel föddes i ett prästhem som det näst yngsta av åtta barn. Då hans far dog när han var fem år gammal hade hans mor Aurora Emilia von Knorring stort inflytande över hans uppfostran och utveckling. Som student i Helsingfors tog han ställning för det svenska språket.
Han tog filosofie kandidatexamen 1883, licentiatexamen 1885, och disputerade samt blev docent i klassisk filologi vid Helsingfors universitet samma år. Därefter fokuserade han i sin forskning på kyrkofadern Eusebios och publicerade 1888 en studie av dennes verk Praeparatio evangelica, samma år som han blev professor i grekisk litteratur. Heikel verkade som universitetsrektor under två perioder, och var däremellan dekanus för historisk-filologiska fakulteten.
Han tillhörde prästeståndet i egenskap av representant för universitetet vid de två sista ståndslantdagarna.
Ett av hans främsta arbeten var en textkritisk utgåva av Eusebios skrifter, vilken han utgav på uppdrag av Berlins vetenskapsakademi. Förutom sin filologiska produktion skrev han även historieverk över Helsingfors universitet och Åbo universitets språkforskning. Han skrev också om pedagogik och samhällsfrågor, då han ville motverka både antidemokratiska strömningar och socialism.
Som emeritus ägnade han sig åt översättningsarbeten till svenska.